# Epirrhoe secessa
Epirrhoe secessa là một loài bướm đêm trong họ Geometridae.